# Rađevo Selo
Rađevo Selo (Servisch cyrillisch Рађево Село) is een plaats in de Servische gemeente Valjevo. De plaats telt 929 inwoners (2002).

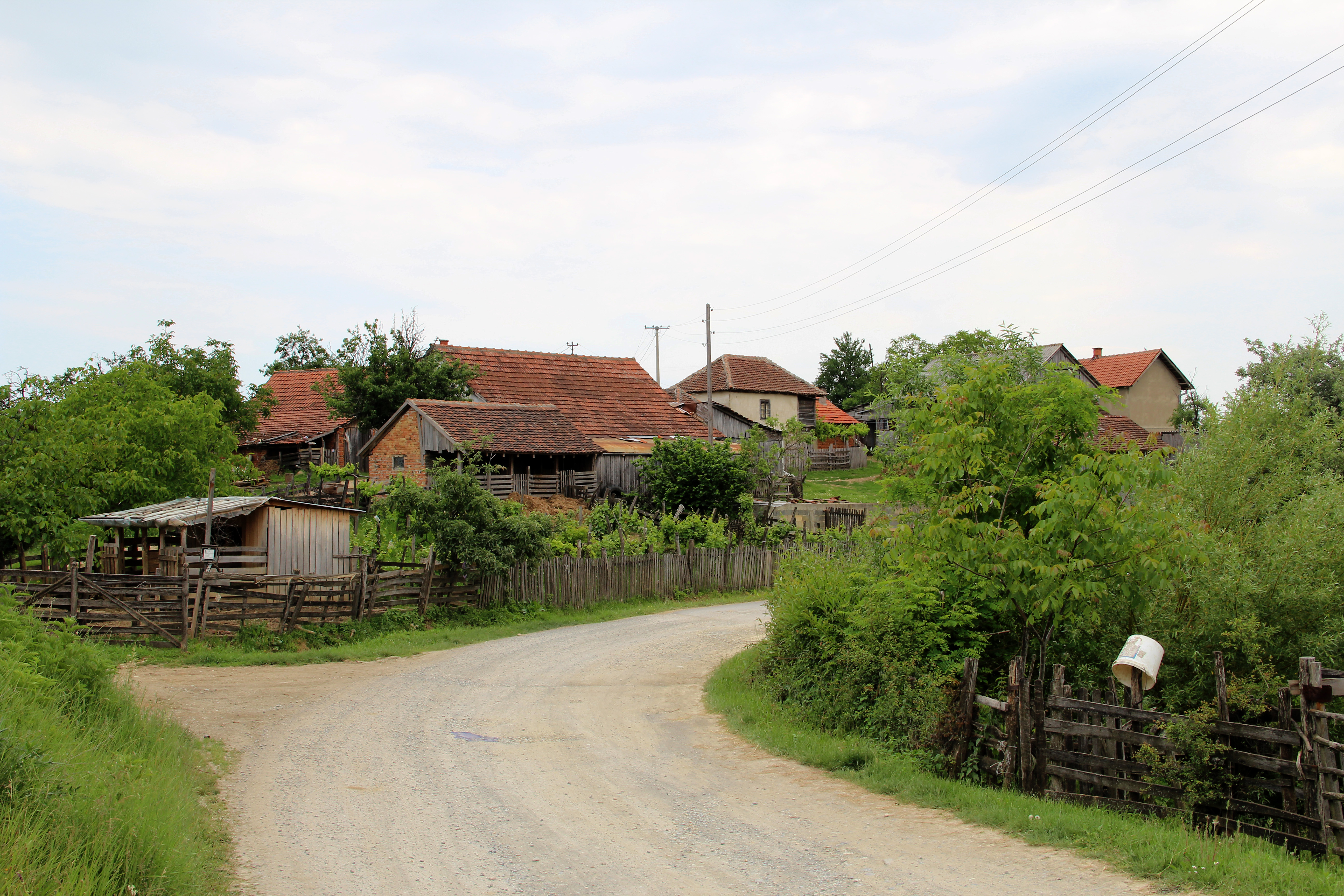
Radjevo Selo - panorama
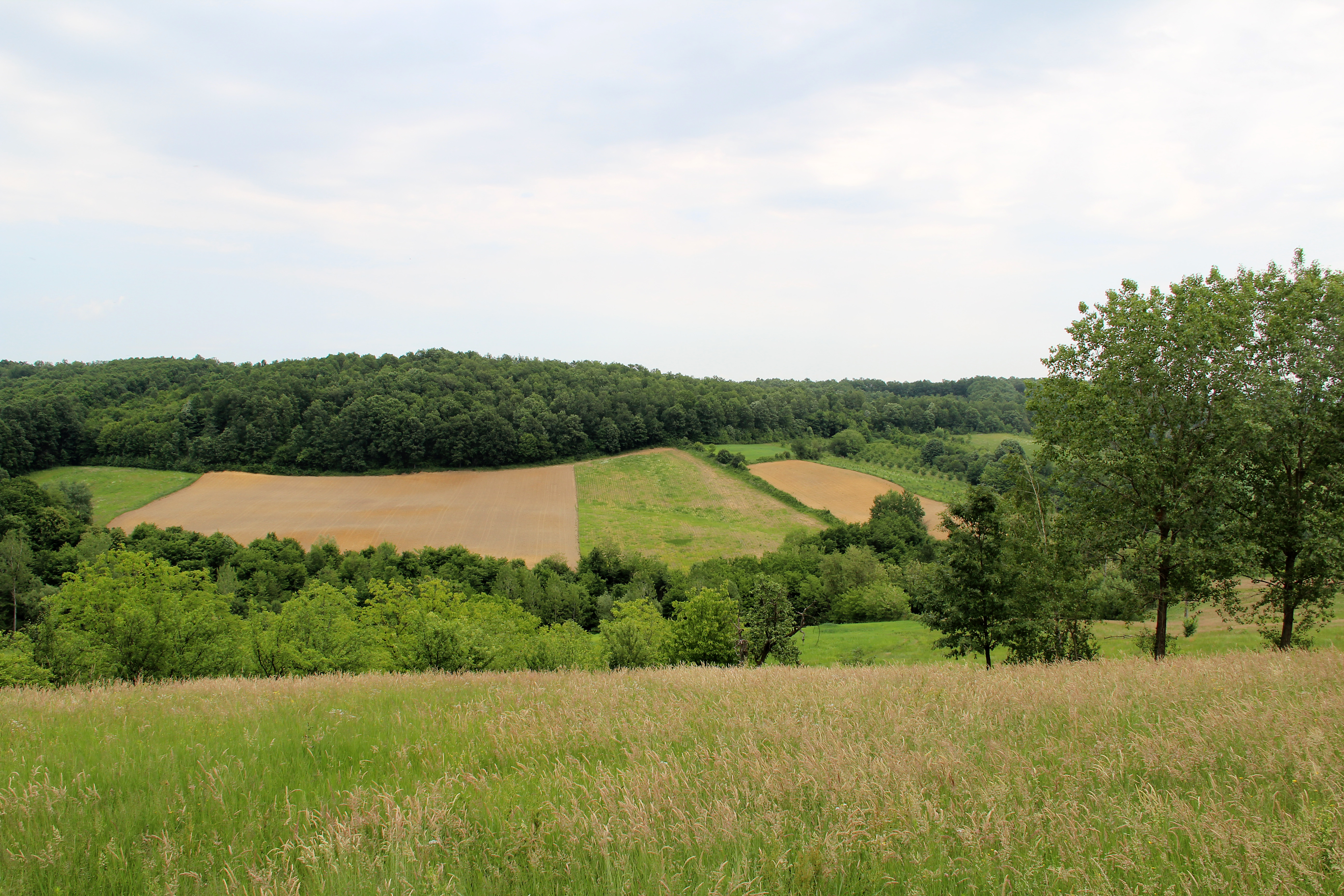
Radjevo Selo - panorama
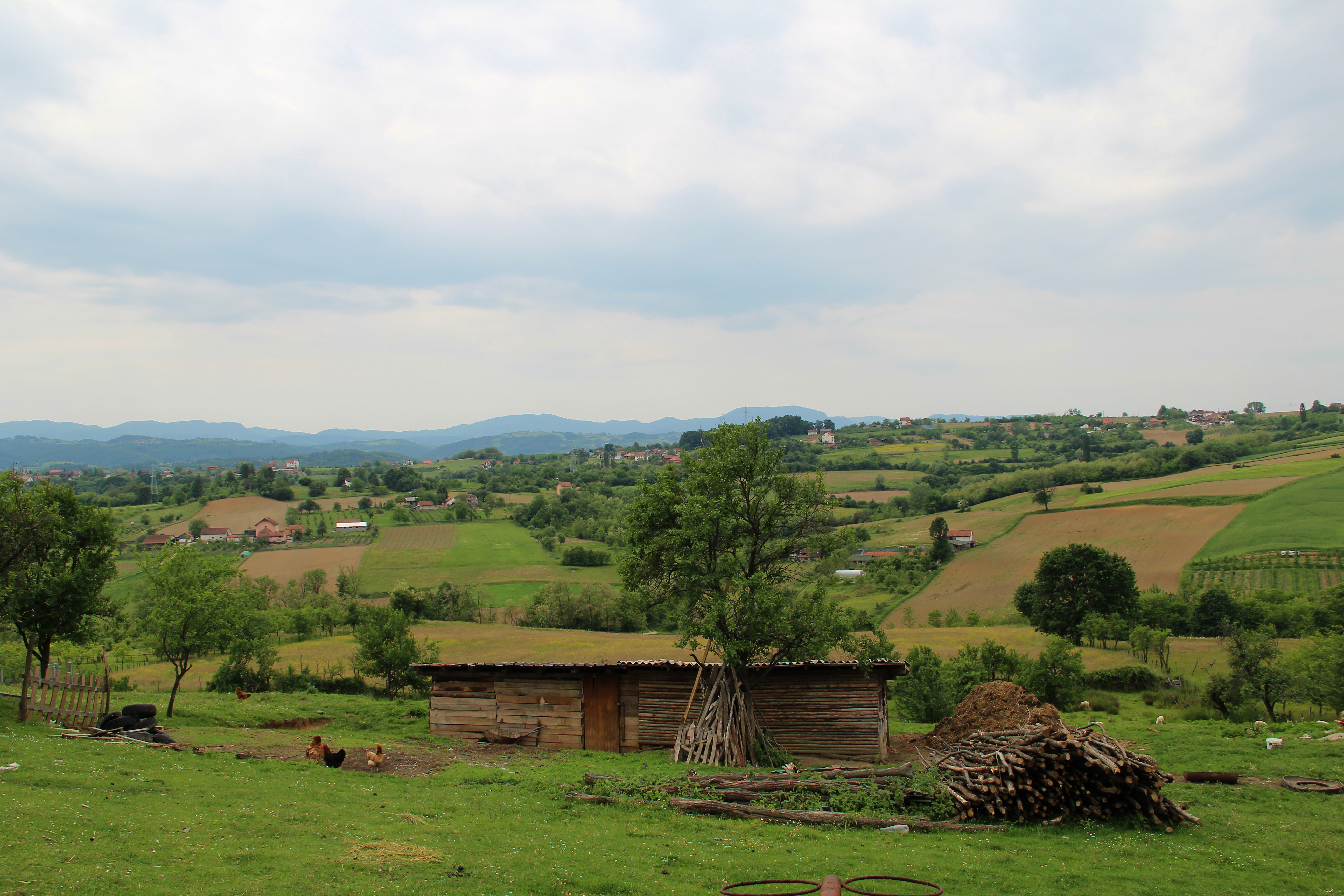
Radjevo Selo - panorama
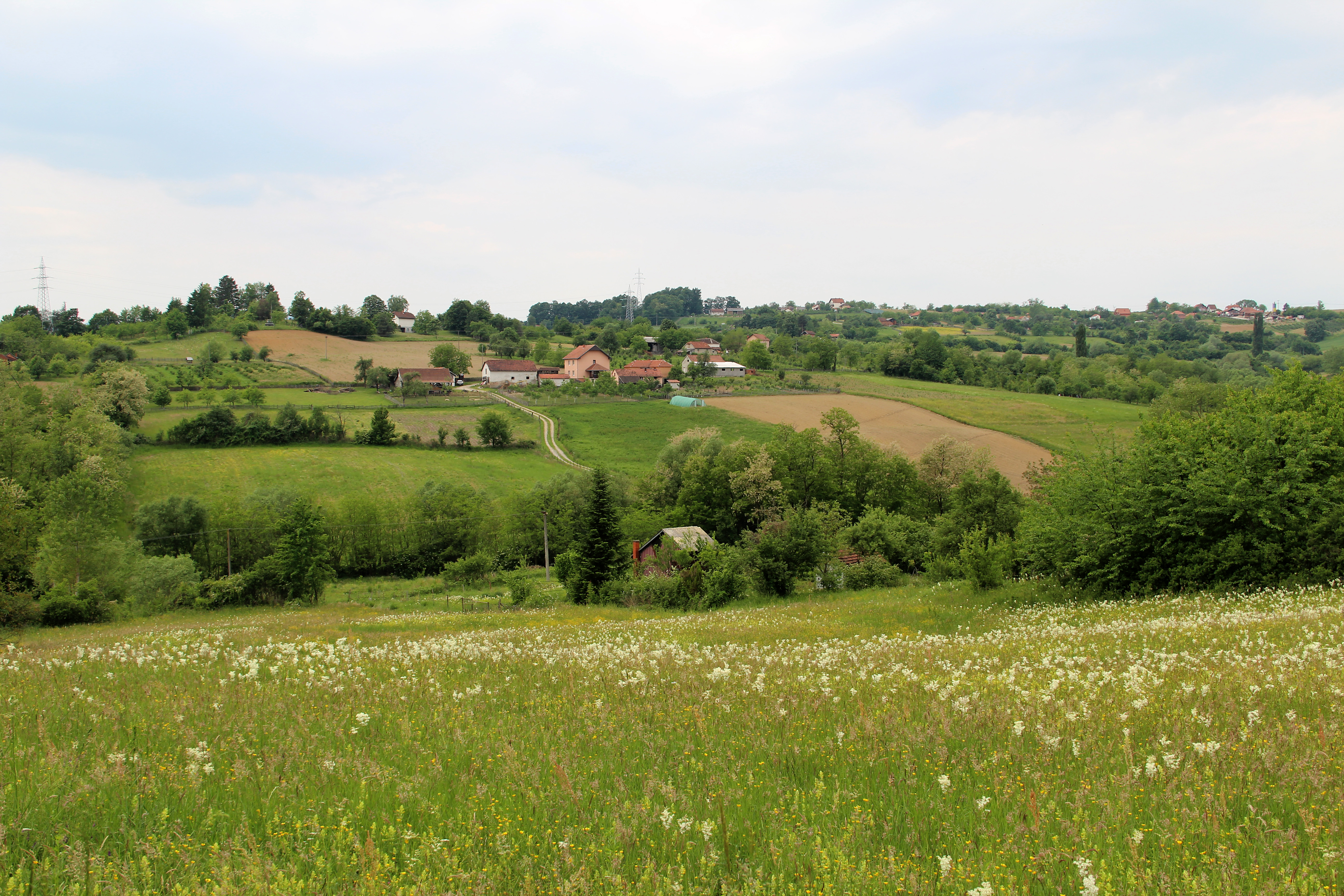
Radjevo Selo - panorama
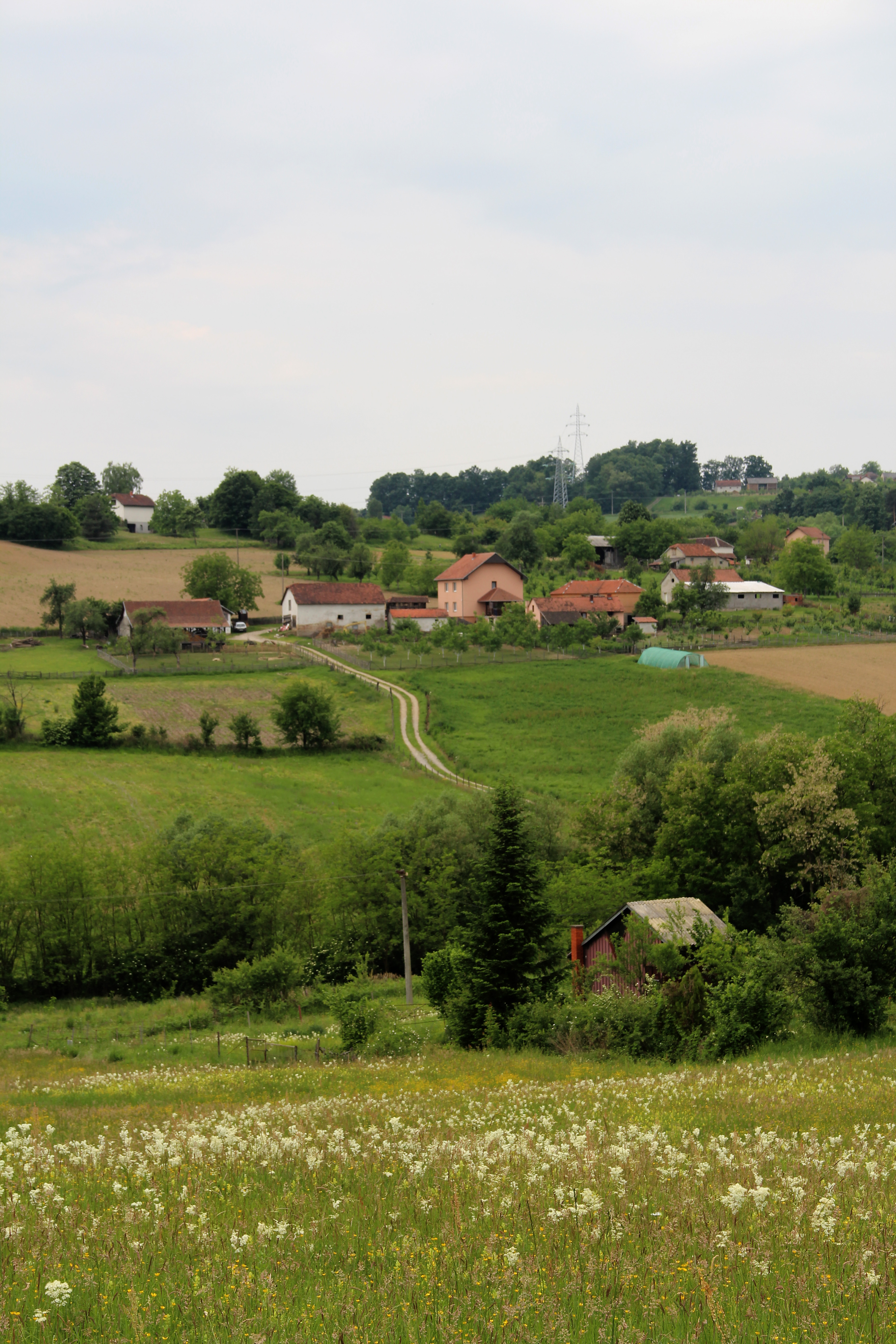
Radjevo Selo - panorama
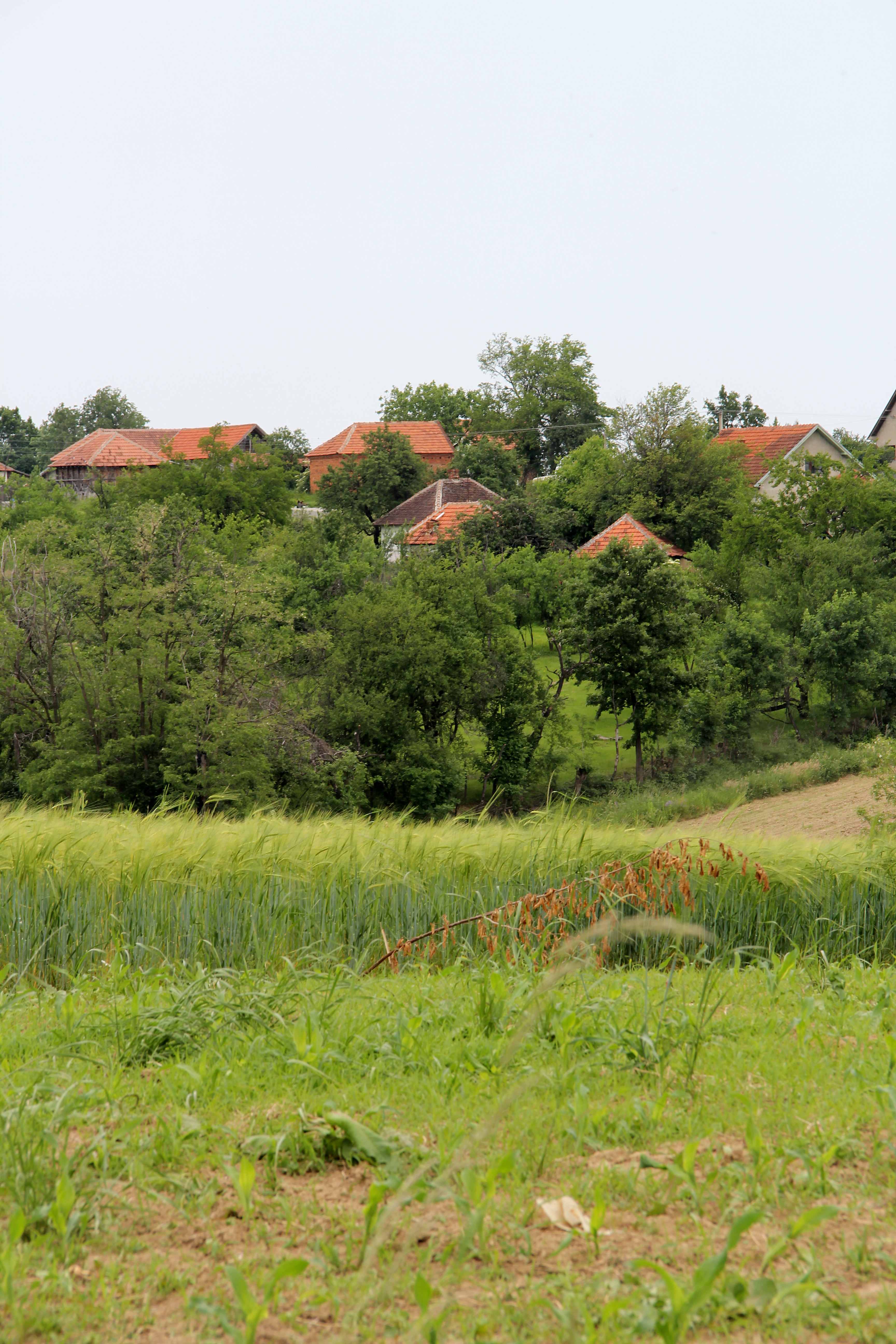
Radjevo Selo - panorama
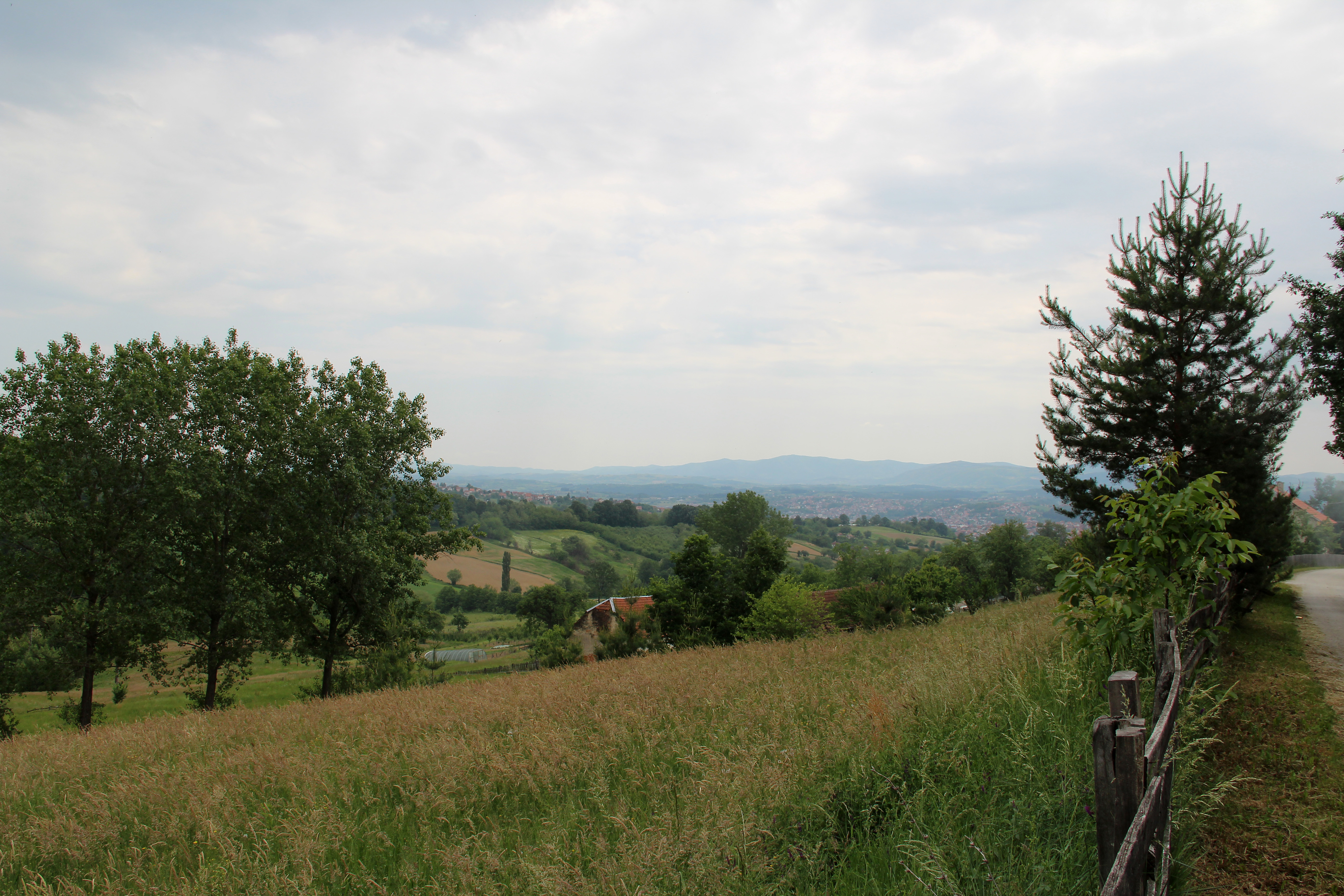
Radjevo Selo - panorama